# 窩形千孔珊瑚
窩形千孔珊瑚（学名：Millepora foveolata）为千孔珊瑚科千孔珊瑚屬下的一个种。